# بازتاب پس‌کشیدن
بازتاب پس‌کشیدن (به انگلیسی: Withdrawal reflex) نوعی بازتاب است که با پاسخ تند به عامل آسیب‌زا، از آسیب بدن جلوگیری می‌کند.

## نمونه‌ها
هنگامی که دست فردی به چیزی داغ بر می‌خورد، آن شخص بدون درنگ و اندیشه به صورت غیر ارادی دست خویش را پس می‌کشد.
گرما باعث تحریک گیرنده دما و گیرنده درد در پوست فرد می‌شود که سبب ایجاد پیام‌های حسی (به انگلیسی: sensory impulse) می‌شود که به دستگاه عصبی مرکزی (شاخ پسی نخاع) منتقل می‌شوند که در آنجا از نورون‌های حسی حامل پیام‌های حسی و پس از پردازش در دستگاه عصبی، توسط نورون‌های پیوندی به شکل پیام‌های حرکتی به نورون‌های حرکتی منطقهٔ تحریک شده منتقل می‌شوند. پیام‌های حرکتی منتقل شده به نورون‌های حرکتی می‌توانند به دو صورت عمل کنند ۱- سبب حرکت اندام تحریک شده بشوند یا ۲- از تمامی عواملی که بازدارندهٔ حرکت اندام تحریک شده هستند جلوگیری کنند. این دوگانگی در عملکرد پیام‌های حرکتی، عصب رسانی دوگانه (به انگلیسی: reciprocal innervation) نامیده می‌شود. تمامی این مراحل کمتر از ۰،۵ ثانیه صورت می‌پذیرند.

## بازتاب تعادل
بازتاب تعادل (به انگلیسی: Crossed extension reflex) نمونه‌ای از بازتاب پس‌کشیدن است که در آن پیام‌های حرکتی سبب حرکت عضلات بدن به گونه‌ای می‌شوند که منجر به تغییر مرکز ثقل بدن به موقعیت مناسب و حفظ تعادل بدن می‌شود.

## پیوندها
- عصب رسانی دوگانه
- بازتاب تاندونی
- نورون پیوندی